# Othreis sacbellum
Othreis sacbellum là một loài bướm đêm trong họ Erebidae.